# رود چایا
رود چایا (انگلیسی: Chaya) یک رودخانه در استان ایرکوتسک کشور روسیه است.